# کاریمور
کاریمور (به انگلیسی: Karrimor) یک برند انگلیسی و تولیدکننده تجهیزات و لوازم ورزشی مخصوص ورزش‌های خارج از فضای سرپوشیده است.
این شرکت در سال ۱۹۴۶ از سوی چارلز پرسونز، گری پرسونز و گریس دیویس و با نام تجاری Karrimor Bag شروع به کار کرد و در ابتدا به صورت تخصصی به تولید دستدوز کوله پشتی‌های ویژه کوهنوردی و تفریحات جنگلی و کوهستانی می‌پرداخت.
کاریمور در سال ۲۰۱۴ با مشکلات مالی روبرو شد و پس از آن اسپورتس دایرکت مالکیت این برند را به دست گرفت و هم‌اکنون به صورت تخصصی به تولید محصولات ورزشی مخصوص ورزش دو می‌پردازد.

## تاریخچه
این شرکت انگلیسی در منطقه لانکاشر بنیان گذاشته شد و پس از جنگ جهانی دوم فروشگاه خود را به دهکده Clayton-le-Moors در منطقه راوتنستال منتقل کرد.